# 蒙瑟内勒
蒙瑟内勒（法語：Montsenelle，法語發音：[mɔ̃sənɛl]）是法国芒什省的一个市镇，属于库唐斯区。该市镇于2016年由原市镇夸尼、利泰尔、普雷托-圣苏珊和圣若尔合并而成，行政中心位于利泰尔。

## 地名
“蒙瑟内勒”（Montsenelle）一名由“蒙”（Mont）和“瑟内勒”（Senelle）两部分复合而成：前者在法语中意为“山”，这里指的是卡斯特尔山；后者取自瑟内勒河。

## 地理
蒙瑟内勒（49°18'2.9"N, 1°28'56.0"W）面积43.08 平方千米，位于法国诺曼底大区芒什省，该省份为法国西北部沿海省份，西、北、东北三面环大西洋，东起顺时针与卡爾瓦多斯省、奧恩省、马耶讷省和伊勒-维莱讷省接壤。
与蒙瑟内勒接壤的市镇（或旧市镇、城区）包括：拉艾、讷梅尼勒、勒普莱西拉斯泰尔、瓦朗格贝克、韦利、皮科维尔、歐韋爾、戈尔日、阿普维尔、博特。
蒙瑟内勒的时区为UTC+01:00、UTC+02:00（夏令时）。

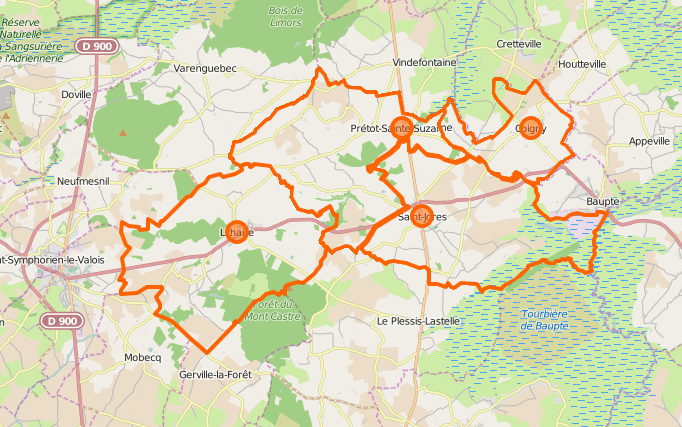
蒙瑟内勒的OSM定位图

## 行政
蒙瑟内勒的邮政编码为50250，INSEE市镇编码为50273。

## 政治
蒙瑟内勒所属的省级选区为克雷昂斯县。

## 人口
蒙瑟内勒于2022年1月1日时的人口数量为1438人。